# Georgina Pinedo
Pour les articles homonymes, voir Pinedo.
Georgina Pinedo est une ancienne joueuse argentine de volley-ball née le 30 mai 1981 à  Entre Rios (Argentine). Elle mesure 1,79 m et jouait au poste de réceptionneuse-attaquante. Elle a totalisé 104 sélections en équipe d'Argentine.

## Clubs
| Club                  | De        | À         |
| --------------------- | --------- | --------- |
| Boca Juniors          | 1992-1993 | 2001-2002 |
| Roma Pallavolo        | 2002-2003 | 2002-2003 |
| CV Albacete           | 2003-2004 | 2003-2004 |
| Club Caja Sur Córdoba | 2004-2005 | 2004-2005 |
| Club Adecor           | 2005-2006 | 2005-2006 |
| Polisan Değirmendere  | 2006-2007 | 2006-2007 |
| Nilüfer Belediye      | 2007-2008 | 2007-2008 |
| Volley San Vito       | 2008-2009 | 2008-2009 |
| Chieri Volley         | 2009-2010 | 2009-2010 |
| Cuatto Giaveno Volley | 2010-2011 | 2010-2011 |
| Korea Expressway      | 2011-2012 | 2011-2012 |
| İqtisadçı Bakou       | jan 2012  | mai 2012  |
| Bursa BBSK            | oct 2012  | oct 2012  |
| Le Cannet-Rocheville  | jan 2013  | mai 2013  |
| Leningradka           | oct 2013  | déc 2013  |
| Volley 2002 Forlì     | jan 2014  | mai 2014  |

## Palmarès
- Championnat d'Amérique du Sud
  - Finaliste : 2003, 2009.